# مئیاتوواتس
مئیاتوواتس (صربی: Mijatovac}} یک منطقهٔ مسکونی در صربستان است که در Pomoravlje District واقع شده‌است.
 مئیاتوواتس  ۱٬۷۱۲ نفر جمعیت دارد.